# Sojuz TM-29
Sojuz TM-29 je označení ruské kosmické lodi, ve které odstartovala ke ruské kosmické stanici Mir mise, jejímž úkolem byla výměna posádky. Byla to 38. expedice k Miru.

## Posádka

### Startovali
- Viktor Afanasjev (3)
- Jean-Pierre Haigneré (2)
- Ivan Bella (1)

### Přistáli
- Viktor Afanasjev (3)
- Sergej Avdějev (3)
- Jean-Pierre Haigneré (2)

V závorkách je uveden dosavadní počet letů do vesmíru včetně této mise.